# Hugo Knoop
Hugo Knoop (* 23. September 1886 in Delle; † 4. August 1966 in Erbach (Rheingau)) war ein deutscher Pfarrer und Politiker der FDP.

## Leben
Knoop wirkte von 1916 bis 1956 als Pfarrer an der Gangolf-Kirche der evangelisch-lutherischen Kirchengemeinde Oerel. Von Juli bis Oktober 1946 war er Landrat des Kreises Bremervörde. Ab Mai 1946 war er Leiter des Agrarpolitischen Ausschusses im Zonenverband der FDP in der Britischen Besatzungszone und ab Mai 1947 übte er diese Funktion im Landesverband der FDP Niedersachsen aus. Von 1947 bis 1948 gehörte er dem Zonenbeirat der Britischen Zone an.